# David (Donatello, marmo)
Il David marmoreo di Donatello è una scultura a tutto tondo della fase giovanile del grande artista. Risale al 1408-1409, è in marmo e misura 191 cm di altezza, con una base di 57,5 × 32 cm. È conservata nel Museo nazionale del Bargello a Firenze, nella stessa sala del più celebre David bronzeo, opera della piena maturità dell'artista.

## Storia
L'opera è una delle prime riferibili con certezza a Donatello, che a quell'epoca, poco più che ventenne, lavorava spesso per l'Opera del Duomo fiorentino (1406-1438 circa). Essa era infatti destinata a un contrafforte della tribuna esterna, da dove fu rimossa poiché troppo piccola per essere vista dal basso.
Realizzata la statua, si volle comunque usarla per decorare il duomo di Firenze: dal 1409 si pensò di spostarla dal contrafforte della tribuna esterna sulla parte della facciata del duomo realizzata da Arnolfo di Cambio dal 1291 al 1310, mai completata a seguito della morte di questi ma costantemente decorata fin dai primi anni del '400. Per questa collocazione, nel 1412 si chiese a Donatello di dipingere alcune sue parti per 50 fiorini, decisione che venne presa anche per il suo San Giovanni Evangelista.
La statua però, a differenza dell'Evangelista, non sarà mai collocata sulla facciata del Duomo: nel 1416 venne acquistata dalla Signoria che la fece trasportare a Palazzo Vecchio e richiese all'artista Giovanni di Duccio di decorare la parete davanti alla quale sarebbe stata collocata questa statua con numerosi ed eleganti gigli. Importante era infatti il significato politico che veniva attribuito al David, quale simbolo di indole indomita e libertaria della Repubblica di Firenze che, non a caso, commissionò anche, ai primi del XVI secolo, il celeberrimo David di Michelangelo. Un'iscrizione ai piedi della scultura sottolineava questo collegamento:
(Iscrizione)
Prima di consegnare il David alla Signoria, comunque, Donatello volle rimetterci mano, in quanto questo, secondo l'artista, a causa del suo spostamento da una posizione sopraelevata a una posizione più ravvicinata davanti allo spettatore in Palazzo della Signoria, avesse bisogno di maggiori dettagli sia nel volto che nella testa di Golia ai piedi dell'eroe. 

## Descrizione
Il David non è a grandezza naturale (a differenza del David bronzeo), poiché possiede dimensioni troppo grandi e raffigurato come vittorioso, subito dopo la sconfitta del gigante Golia, la cui testa, con la pietra ancora conficcata al centro della fronte, si trova ai suoi piedi, e con la fionda appoggiata sulla chioma.
Le braccia sono sproporzionatamente lunghe e seguono linee ogivali (tipiche arte gotica), ma sono presenti già elementi ripresi dal repertorio classico, come alcuni dettagli anatomici realistici: le mani, il torso, più evidenziato che nascosto dalla giubba, la testa, incoronata di amaranto (simbolo profano). L'espressione è vacua, ma la posa e l'atteggiamento sembrano esprimere la fierezza consapevole della propria elezione divina del personaggio. Lo spostamento del peso sulla gamba destra, con il busto in torsione verso il lato opposto, denota la volontà di creare un maggiore effetto dinamico, ma risente ancora di qualche incertezza. Questo schema venne poi portato a perfezione formale nel San Giorgio (1415-1417).

## Stile

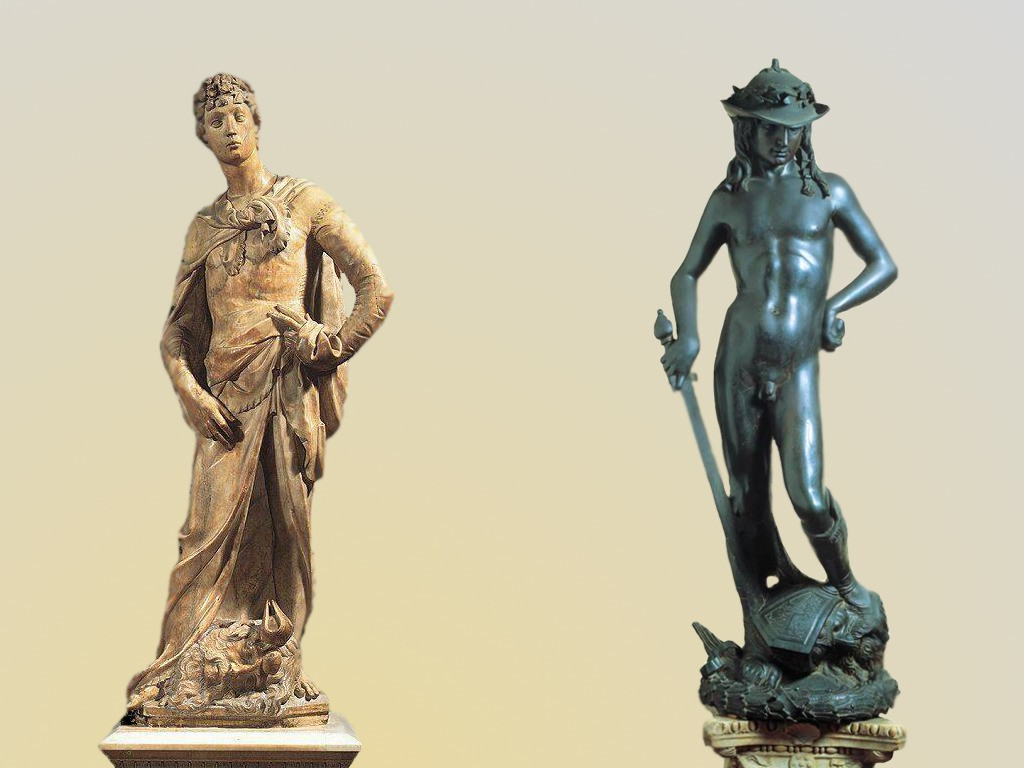
I David di Donatello: a sinistra di marmo e a destra di bronzo.

La posa ancheggiante e il rapido scorrere della luce sull'elaborato panneggio si riferiscono alla cultura gotica, mentre, la testa dell’eroe mostra fattezze ideali ispirate al modello classico. Donatello unifica questi due codici, quello antico e quello gotico, ponendo come elemento di unità il potente naturalismo con cui il panneggio si separa mostrando il nudo della gamba e le pieghe che si formano sulla mano che si appoggia su un fianco del giovane, dando l’impressione di un gesto colto dal vivo.
Il David di bronzo, realizzato nel 1440, era destinato al cortile di Palazzo Medici. La destinazione privata dell’opera spiega le diversità sia iconografiche sia stilistiche presenti nella scultura; esso ha gli attributi sia dell’eroe biblico, in quanto ha la testa di Golia ai piedi, sia del dio Hermes, i calzari e il cappello, dio del commercio, attività della famiglia dei committenti. 
Nel primo caso, il David viene rappresentato con la testa del nemico a terra e lo sguardo rivolto verso l’osservatore, impassibile. La scultura presenta una veste drappeggiata che ricorda i principi del passato dopo essere riusciti in una grande impresa. 
Il secondo David, diverso in alcuni aspetti dal primo risultato ottenuto da Donatello, è rappresentato nudo con una spada che regge nella mano destra e un sasso nella sinistra e con uno sguardo pensieroso e compiaciuto. La contenuta tensione del giovane eroe manifesta l'inizio di un intellettualistico ripensamento dei valori del mondo antico. Difatti l’elemento del nudo richiama la classicità dei guerrieri greci, come simbolo di forza e di valore; allo stesso modo Donatello rende l’eroe nudo, in conformità alla tradizione, ma allo stesso tempo è implicito un significato innovativo; infatti, vuole sottolineare la forma gracile e piccola del corpo di David che è riuscito a sconfiggere il gigante Golia.
Entrambi i David sono il simbolo del debole che utilizzando le proprie armi si ribella ai soprusi del forte e trionfa.